# Daniel Rezende
Daniel Rezende (* 1969 in São Paulo) ist ein brasilianischer Filmeditor und -regisseur.

## Leben
Daniel Rezende studierte an der Hochschule Escola Superior de Propaganda e Marketing (ESPM) und begann anschließend ein Praktikum bei der brasilianischen Filmproduktionsfirma O2 Filmes, wo er unter anderem für Fernando Meirelles Werbespots schnitt. Es war anschließend auch Meirelles, für den Rezende das Drama City of God schneiden durfte und für das er bis jetzt seine größten Erfolge mit einer Oscarnominierung für den Besten Schnitt und einer Auszeichnung des British Academy Film Award für den Besten Schnitt feiern konnte.
Bei den beiden Kurzfilmen Blackout und Wing It übernahm Rezende erstmals auch die Regie. 2017 realisierte er mit Bingo: O Rei das Manhãs seinen ersten Spielfilm, der als offizieller brasilianischer Beitrag für eine Oscar-Nominierung in der Kategorie Bester fremdsprachiger Film eingereicht wurde. Der Film erzählt die Geschichte von dem evangelikalen Pastor Arlindo Barreto (dargestellt von Vladimir Brichta), der als brasilianische Version von Bozo, der Clown im Fernsehen große Erfolge feiert, aber vertraglich dazu verpflichtet ist, seine wahre Identität geheim zu halten.

## Filmografie (Auswahl)

### Editor
- 2002: City of God (Cidade de Deus)
- 2004: Die Reise des jungen Che (Diarios de motocicleta)
- 2005: Dark Water – Dunkle Wasser (Dark Water)
- 2006: Das Jahr, als meine Eltern im Urlaub waren (O Ano em que Meus Pais Saíram de Férias)
- 2007: Tropa de Elite
- 2008: Blackout
- 2008: Die Stadt der Blinden (Blindness)
- 2008: Jazz in the Diamond District
- 2009: Wing It
- 2010: Elite Squad – Im Sumpf der Korruption (Tropa de Elite 2: o Inimigo agora É Outro)
- 2010: As Melhores Coisas do Mundo
- 2011: La Redota - Una Historia de Artigas
- 2011: The Tree of Life
- 2011: 360
- 2014: RoboCop
- 2018: 7 Tage in Entebbe (7 Days in Entebbe)

### Regie
- 2008: Blackout (Kurzfilm)
- 2009: Wing It (Kurzfilm)
- 2017: Bingo: O Rei das Manhãs

## Auszeichnungen (Auswahl)
Oscar
- 2004: Nominierung für den Besten Schnitt mit City Of God

British Academy Film Award
- 2003: Nominierung für den Besten Schnitt mit City of God

Online Film Critics Society Awards
- 2011: Auszeichnung für den Besten Schnitt mit The Tree of Life